# Friedrich Gottlieb Kettner
Friedrich Gottlieb Kettner (* 3. Oktober 1672 in Stollberg/Erzgeb.; † 29. Januar 1739 in Magdeburg) war ein deutscher lutherischer Theologe und Kirchenhistoriker.

## Leben
Friedrich Gottlieb Kettner war der Sohn des damaligen Pfarrersubstituten in Stollberg/Erzgeb. und späteren Diakons an der St. Thomaskirche in Leipzig Friedrich Kettner und dessen Frau Maria Magdalena (geb. Höckner). Aus seinem familiären Umfeld kennt man noch dessen nicht unbedeutende Brüder Friedrich Benedikt Kettner und Friedrich Ernst Kettner, welche ebenso einen Pfarrerberuf ergriffen. Sowie der Bruder Friedrich Hermann Kettner, die Schwestern Maria Rosina Kettner († jung), Catharina Magdalena Kettner, Johanna Sophia Kettner († jung), über welche kaum Informationen vorliegen. Nach seiner am 4. Oktober 1672 erfolgten Taufe wuchs er in einem christlich geprägten Umfeld auf und wurde frühzeitig zum Lernen angehalten. Diese Lernausbildung erhielt er anfänglich in Leipzig.
Nach dem Tod seines Vaters wurde er 1681 nach Annaberg geschickt, wo er unter der Leitung des Rektors der dortigen Stadtschule Johann Jacob Stübel und dem Konrektor Georg Patonis seine Ausbildung fortsetzte. In Annaberg hatte er sich die Grundlagen erworben, welche ihn befähigten, im Sommersemester 1691 die Universität Leipzig zu beziehen. Hier erwarb er sich am 16. April 1692 das Bakkalaureat und am 25. Februar 1694 den akademischen Grad eines Magisters der Philosophie. Nachdem er in Leipzig noch einige Disputationen abgehalten hatte, folgte er 1697 einem Ruf als Konrektor der fürstlichen Stiftschule in Zeitz. 1706 wurde er zum Diakon an der St. Johanniskirche in Magdeburg berufen, wo er 1735 zum Archidiakon aufstieg. Diese Stelle versah er bis zu seinem Lebensende. Sein Leichnam wurde am 1. Februar 1739 in Magdeburg beigesetzt.
Kettners Bedeutung liegt in der Erarbeitung einer Presbyterologie Magdeburgs. Hierzu erforschte er diverse Biographien Magdeburger Theologen. Diese Einzelarbeiten erschienen auch unter dem Titel Clerus Mauritianus 1733 in einer Gesamtausgabe.

## Familie
Kettner war zwei Mal verheiratet. Seine erste Ehe schloss er am 7. Februar 1698 in Zeitz mit Susanna Dorothea Barth († 19. April 1699 in Zeitz), der Tochter des Zeitzer Ratsbaumeisters Carl Barth. Seine zweite Ehe ging er am 21. Oktober 1704 mit Anna Elisabeth Leyser, der Tochter des Magdeburger Dompredigers Friedrich Wilhelm Leyser und dessen Frau Christine Margarethe (geb. Malsius) ein. Aus erster Ehe stammt die Tochter Magdalena Blandina Kettner (* 9. April 1699 in Zeitz), welche 1716 den Pfarrer an der Zeitzer St. Stephanskirche Christian Wilhelm Hase heiratete. Aus zweiter Ehe gingen vier Söhne und zwei Töchter hervor, wovon nur die Tochter Johanna Elisabeth Kettner den Vater überlebte und 1738 den Magdeburger Aktuar Friedrich August Hertzog ehelichte.

## Werke (Auswahl)
- Historiam Mennonis ejusqve asseclarum. Resp. Carl Gottlob Zeidler. Christian Scholvin, Leipzig, 1696, (Digitalisat)
- Mumia Tōn Aigyptiōn, Sive Historicum Schediasma De Mumiis Aegyptiacis. Johann Christian Brandenburger, Leipzig, 1703, (Digitalisat)
- Clerus Magdeburgensis, 1726–1733
  - [1.] Clerus Mauritianus, Oder Die Evangelisch-Lutherische Geistlichkeit Der Hohen Stiffts-Kirche S. Mauritii, Welche allhier in Magdeburg ... Zum Preiß Göttlicher Ehre ... Und Zur Erhaltung des gesegneten Andenckens treuer Lehrer bey denen Nachkommen, Mit Fleiß colligiret, und aus denen ältesten Uhrkunden zusammen getragen. Christian Lebrecht Faber, Magdeburg, 1726, Seidel Wwe u. Scheidenhauer, Magdeburg, 1733 (Digitalisat)
  - [2.] Clerus Johanneus, Das ist: Evangelisch-Lutherische Geistlichkeit, Die von Zeit der Reformation des sel. Lutheri in der S. Johannis-Kirchen der alten Stadt Magdeburg, das reine Wort Gottes vorgetragen und die Heil. Sacrament., nach Christi Einsetzung, ausgespendet hat ... : mit 1. Anh. von Epitaphien, Grabschrifften, und Gemählden in der S. Johannis-Kirche, auch 1 gründl. Bedencken ... Ministerii zu Braunschweig an ... Ministerium zu Magdeburg. Christian Lebrecht Faber, Magdeburg, 1727, (Digitalisat)
  - [3.] Clerus Ulrico-Levinianus, Das ist : Die Geistlichkeit der Kirche zu SS. Ulrich und Levin, Wie GOtt dieselbe von der Zeit der Redormation durch ordentliche Wahl verliehen hat, und noch auf diese Zeit gnädiglich gewaehret und erhaelt, zum Preiß Goettlicher Ehre und gesegneten Gedaechtnis treuer Lehrer, zusammengesucht und zum oeffentlichen Druck befoerdert. Christian Lebrecht Faber, Magdeburg, 1728, (Digitalisat)
  - [4.] Clerus Ad Spiritum Sanctum, Oder Die Geistlichkeit bey der Kirche zum H. Geist in Magdeburg, Wie dieselbe Von Zeit der Reformation Lutheri auf einander gefolget, und noch bis dato an dieser Kirche bedienet ist / Zum Preiß Göttl. Ehre und gesegneten Andencken treuer Lehrer zusammen gelesen und in diese Form gebracht, Auch mit einem Tractat, von Joh. Fritzhans an seine Ordens-Brüder in Magdeburg geschrieben. Seidel und Scheidenhauer, Magdeburg, 1729, (Digitalisat) (Digitalisat)
  - [5.] Clerus Jacobeus, Oder Die Magdeburgische Geistlichkeit der Kirche zu S. Jacob, Wie Dieselbe Von Anfang der Reformation, vor und nach der Eroberung Gott ihren Dienst an dieser Gemeine geleistet hat... . Siegler Wwe., Magdeburg, 1730, (Digitalisat)
  - [6.] Clerus Catharineus, Oder Die Geistlichkeit der Kirche zu S. Catharinen in Magdeburg, Wie Dieselbe Von der Zeit der Reformation Lutheri an in unterschiedlichen Lehrern sich erbauet und aufgenommen, auch bis auf den heutigen Tag noch gebauet und GOtt wohlgefaellig verpfleget wird, Zum Preiß Goettlicher Ehre/ und zu Erhaltung gesegneten Andenckens treuer Lehrer zusammen gebracht... . Siegler Wwe., Magdeburg, 1731 (Digitalisat)
  - [7.] Clerus Petrinus, Oder die Geistlichkeit der Kirche zu S. Petri in Magdeburg, Wie Dieselbe Vom Anfang der Reformation nach einander gefolget, und bis dato durch Goettlichen Segen bey dieser Gemeine bestehet, Zum Preiß Göttlicher Ehre/ und zum gesegneten Andencken treuer Lehrer zusammengesucht... . Siegler Wwe., Magdeburg, 1731, (Digitalisat)
  - [8.] Clerus Neostadio-Australis, Oder Die Geistlichkeit, Die in beyden Städten an Magdeburg, Der Neustadt und Sudenburg, Von Zeiten der Reformation Lutheri, Das reine Wort Gottes gelehret, und noch bis dato Gott am Evangelio dienet ... gesammlet, und Mit einem Anhang einiger Epitaphien der Kirche SS. Petri und Pauli , auch alter Documenten, betreffend das Jus Patronatus der Kirche in der Neustadt und Sudenburg. Siegeler, Magdeburg, 1733 (Digitalisat)
  - Personenregister, (Digitalisat)
  - Sachregister, (Digitalisat)